# Груйец
Гру̀йец (на полски: Grójec) е град в Централна Полша, Мазовско войводство. Административен център е на Груйешки окръг, както и на градско-селската Груйешка община. Заема площ от 8,57 км2.
 Към 2011 година населението му възлиза на 15 533 души.